# Andreu Rifé i Oro
Andreu Rifé i Oro (Barcelona, 10 de juliol de 1973) és un arquitecte tècnic, actor, cantant i compositor musical català.

## Biografia
Andreu Rifé neix i viu a Barcelona fins als 17 anys, quan viatjà al Canadà per acabar els seus estudis de batxillerat. Posteriorment estudia Arquitectura Tècnica a la UPC, on ja entra en contacte amb la companyia de teatre universitari Los Pelones, liderada per l'escriptor i autor Albert Espinosa, amb la qual actuarà en certàmens de teatre universitari a París, Bath, Dijon, Madrid i Santiago de Compostela. Més tard, amb aquesta mateixa companyia de teatre, però ja fora de l'àmbit universitari, entrarà dins els circuits teatrals de Barcelona, i actuarà en sales com el desaparegut Teatre Malic (2001-02), la Sala Beckett (2003), el Teatreneu (2004), el Teatre Tantarantana (2006), el Centro Dramático Nacional de Madrid (2007) i el Teatre Villarroel de Barcelona (2009).
Paral·lelament al teatre, l'any 2002 comença a aprofundir en els seus estudis musicals, i un any més tard deixarà d'exercir definitivament d'arquitecte tècnic per centrar-se en les activitats d'actor i music. Entre el 2004 i el 2007 presenta les seves primeres maquetes musicals de caràcter de pop-autor. És el 2008 quan debuta en el mercat discogràfic amb Terròs! -Andreu Rifé canta David Monllau-, el qual presenta als escenaris en format de teatre musical. El 2010 publica el seu segon disc Roba'm la cartera!, també en format de teatre musical, escrit i dirigit per ell mateix. Al mateix temps, participa en discos com el II Premi Martí i Pol, promogut per Lluís Llach, Lo Carrilet de la Cava, del poeta Josep Bo, i Ebresons 2009.
A part del seu treball com a autor musical, Andreu Rifé és responsable del disseny sonor de la companyia teatral Los Pelones, i ha col·laborat en la banda sonora de la pel·lícula No em demanis que et faci un petó perquè te'l faré, dirigida per Albert Espinosa.
En el terreny de la televisió ha treballat com a actor en sèries com Majoria absoluta, El cor de la ciutat i Polseres vermelles.
En cinema debuta col·laborant a BCN 08001, dirigia per Antoni Verdaguer, i a Deu ser que ningú és perfecte, de Joaquim Oristrell. Més tard, el 2007 actuarà amb un paper principal a No em demanis que et faci un petó perquè te'l faré, d'Albert Espinosa.

## Discografia
| • Terròs! -Andreu Rifé canta David Monllau- (2008) |
| --- |
| 1. Lo Delta 2. Arròs, col i fesols 3. Les mans 4. Poema d'amor 5. Lo temor 6. Els peus 7. El nostre riu 8. Seixanta-cinc anys i jo 9. La matança del porc 10. La barraca 11. Vaig néixer l'any quaranta 12. Mon pare i ma mare |

| • Roba'm la cartera (2010) |
| --- |
| 1. La Reina del Barrio Xino (castellà) 2. En blanc i negre 3. Mañana de ayer, de hoy (castellà) 4. Mudances 5. Color (castellà) 6. Descalç 2 7. Sácate la ternura (castellà) 8. La Criolla 9. Pa torrat 10. Descalç 1 11. Aquest conte no ha acabat |

| • Ping Pong (2012) |
| --- |
| 1. Per tots 2. Pujar al terrat 3. M'agrada el ping pong 4. Avorrim 5. La moda que ha arribat 6. Granotes 7. Recordo molts més coloms 8. El forat del pany 9. L'amor és 1,2,3,2,1 i cap petó 10. Fil de llum 11. És el bon moment |

## Filmografia

### Televisió
- Majoria absoluta (2006)
- El cor de la ciutat (2008)
- Polseres vermelles (2011-2013)

### Cinema
- BCN 08001 (2004)
- Deu ser que ningú és perfecte, de Joaquim Oristrell (2006)
- No em demanis que et faci un petó perquè te'l faré, d'Albert Espinosa (2008)